# Rudolf Hafner (Maler)

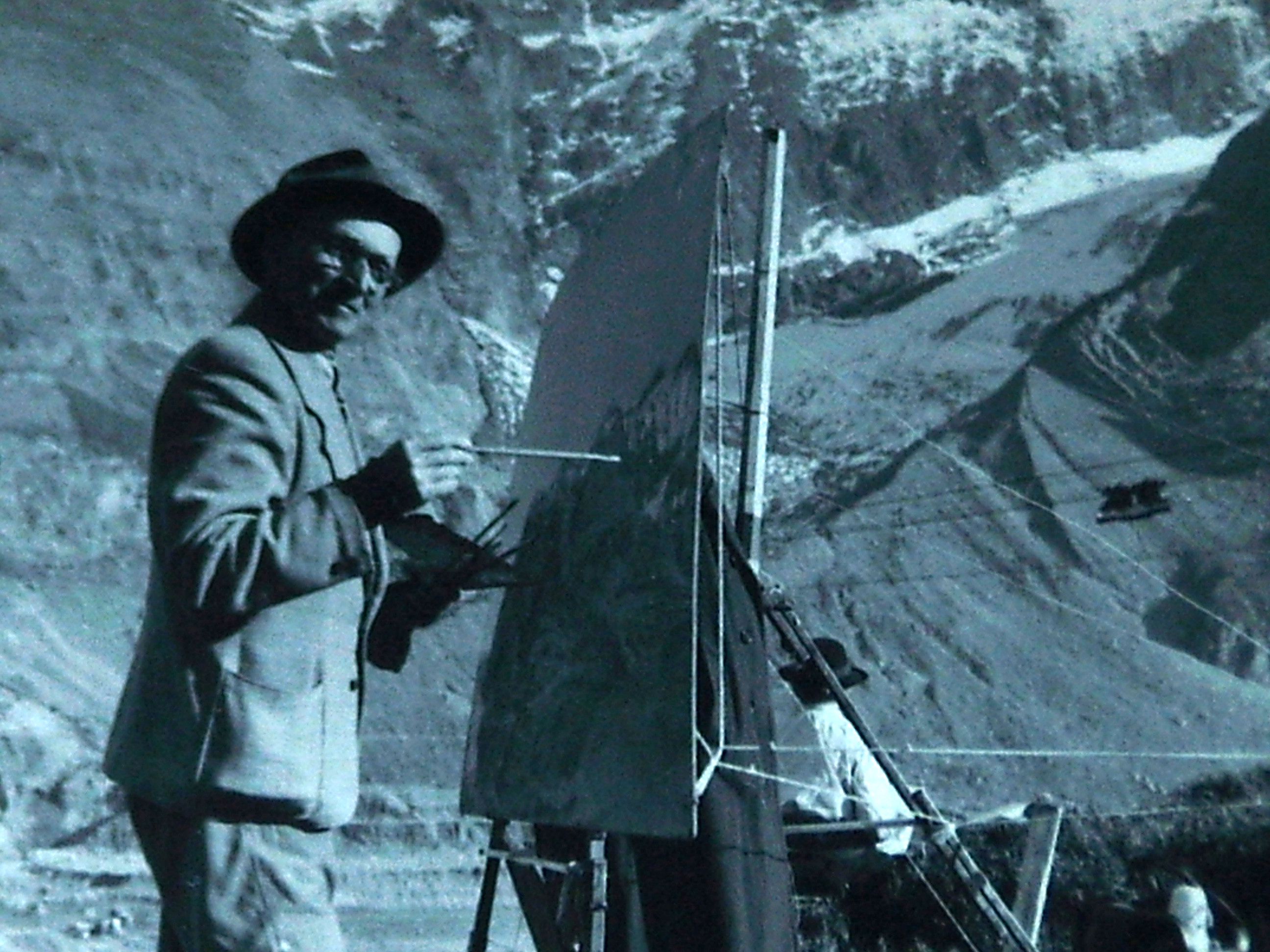
Rudolf Hafner bei der Arbeit

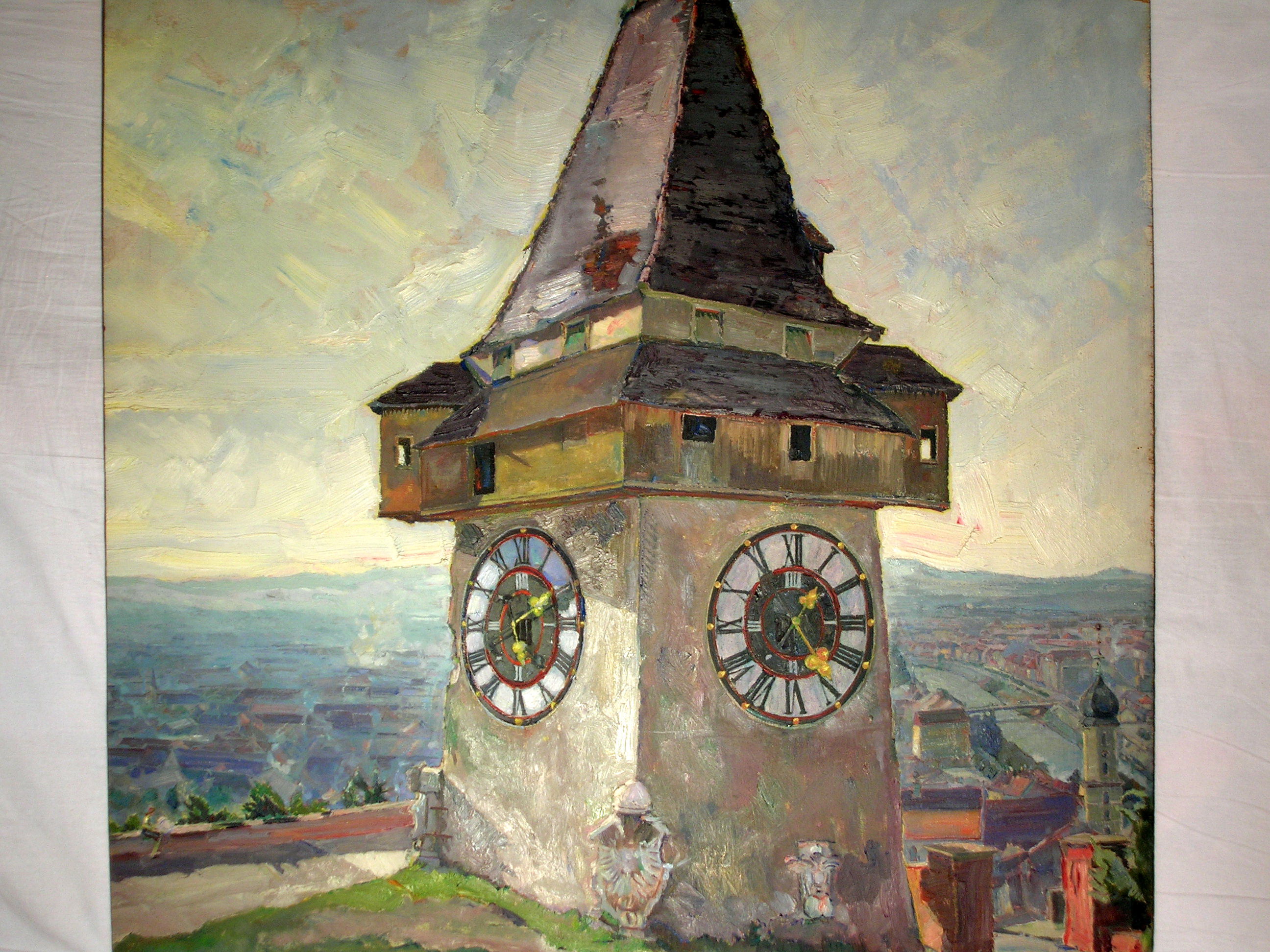
Rudolf Hafner : Grazer Uhrturm

Rudolf Hafner (* 5. Juni 1893 in Wien; † 4. März 1951 ebenda) war ein österreichischer Maler und Bühnenbildner.

## Leben
Hafner studierte bei Ludwig Herterich an der Akademie der bildenden Künste in München die Malerei. Während des Ersten Weltkrieges war er von 1914 bis 1918 im Fronteinsatz. Während eines Angriffes am Dukla-Pass in Polen wurde er schwer verletzt und erlitt starke Erfrierungen an den Füßen. Nach 1919 unternahm er Studienreisen in die Schweiz, nach Polen, Ungarn, Italien und Deutschland.
Sein erstes Bild stellte er bereits 1917 im Wiener Künstlerhaus aus, wo er ab 1939 ordentliches Mitglied war. Insgesamt nahm er an mehr als 40 Ausstellungen teil. Seine Arbeiten wurden von in- und ausländischen Galerien erworben, so u. a. von der Wiener Albertina und verschiedenen städtischen Sammlungen. Andere Galerien erwarben ebenfalls Bilder von ihm, z. B. das Niederösterreichische Landesmuseum und Museen in Graz, Linz, Innsbruck, Brüssel, Ankara u. a. Außerdem war er als Bühnenausstatter am Burgtheater in Wien tätig, zunächst unter Anton Wildgans später unter Franz Herterich. Der Tätigkeit als Bühnenausstatter verdankte er seinen Sinn für großzügige Raumwirkung. 
Er arbeitete auch für das Schönbrunner Schlosstheater und andere Bühnen. Diese kam neben dem flüssigen Farbenauftrag insbesondere den Hochgebirgsbildern und den Veduten zugute. 
Hafner war von 1943 und 1944 auf der Großen Deutschen Kunstausstellung in München vertreten.

Wiederholt erhielt Hafner für seine erfolgreiche Tätigkeit Preise, so auch den Preis der Stadt Wien. 1946 wurde ihm der Titel Professor verliehen.

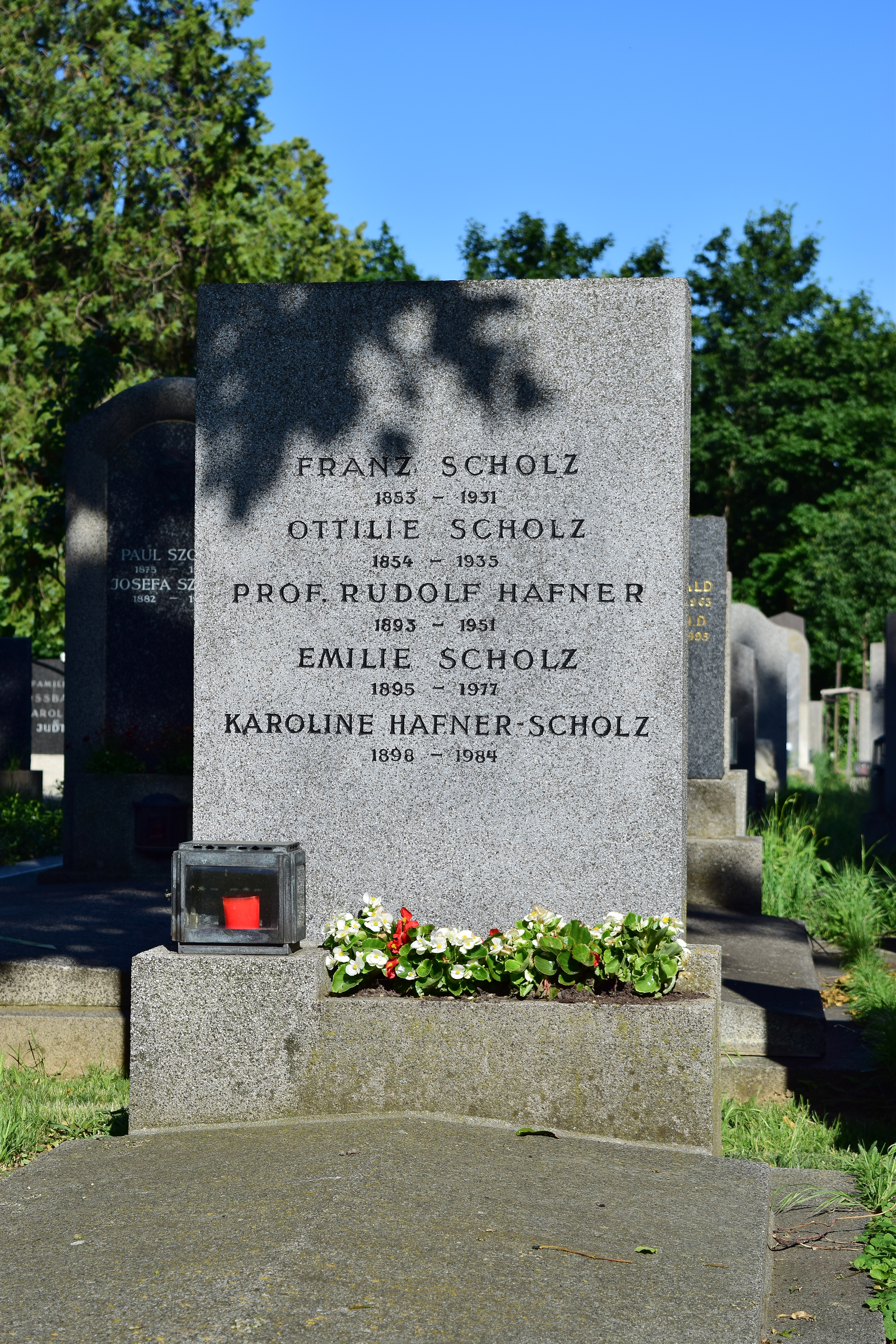
Grab von Rudolf Hafner am Wiener Zentralfriedhof

Bei seiner Arbeit am Burgtheater zog sich Rudolf Hafner eine schwere Anilinvergiftung zu. Er starb nach langem schweren Leiden am 4. März 1951 in Wien und wurde auf dem Evangelischen Friedhof Simmering beigesetzt.

## Werke (Auswahl)
- Der Sieg im Westen, 1942, Öl auf Leinwand, ca. 103 × 151 cm, Heeresgeschichtliches Museum, Wien.[1]